# Cyrtolobus pulchellus
Cyrtolobus pulchellus är en insektsart som beskrevs av Robert E. Woodruff. Cyrtolobus pulchellus ingår i släktet Cyrtolobus och familjen hornstritar. Inga underarter finns listade i Catalogue of Life.